# Неспилъм
Неспѝлъм (на английски: Nespelem, буквени символи за произношение  Архив на оригинала от 2018-12-26 в Wayback Machine.) е град в окръг Оканоган, щата Вашингтон, САЩ. Неспилъм е с население от 212 жители (2000) и обща площ от 0,5 km². Намира се на 561 m надморска височина. ЗИП кодът му е 99155, а телефонният му код е 509.